# 1196
| Calendário gregoriano                                                        | 1196 MCXCVI                                           |
| Ab urbe condita                                                              | 1949                                                  |
| Calendário arménio                                                           | 645 – 646                                             |
| Calendário bahá'í                                                            | -648 – -647                                           |
| Calendário budista                                                           | 1740                                                  |
| Calendário chinês                                                            | 3892 – 3893 Início a 1 de fevereiro (aproximadamente) |
| Calendário copta                                                             | 912 – 913                                             |
| Calendário etíope                                                            | 1188 – 1189                                           |
| Calendários hindus - Vikram Samvat - Calendário nacional indiano - Cáli Iuga | 1251 – 1252 1117 – 1118 4296 – 4297                   |
| Calendário Holoceno                                                          | 11196                                                 |
| Calendário islâmico                                                          | 592 – 593                                             |
| Calendário judaico                                                           | 4956 – 4957                                           |
| Calendário persa                                                             | 574 – 575                                             |
| Calendário rúnico                                                            | 1446                                                  |
| Calendário solar tailandês                                                   | 1739                                                  |

1196 (MCXCVI, na numeração romana) foi um ano bissexto do século XII do Calendário Juliano, da Era de Cristo, e as suas letras dominicais foram  G e F (52 semanas), teve início a uma segunda-feira e terminou a uma terça-feira.
No reino de Portugal estava em vigor a Era de César que já contava 1234 anos.

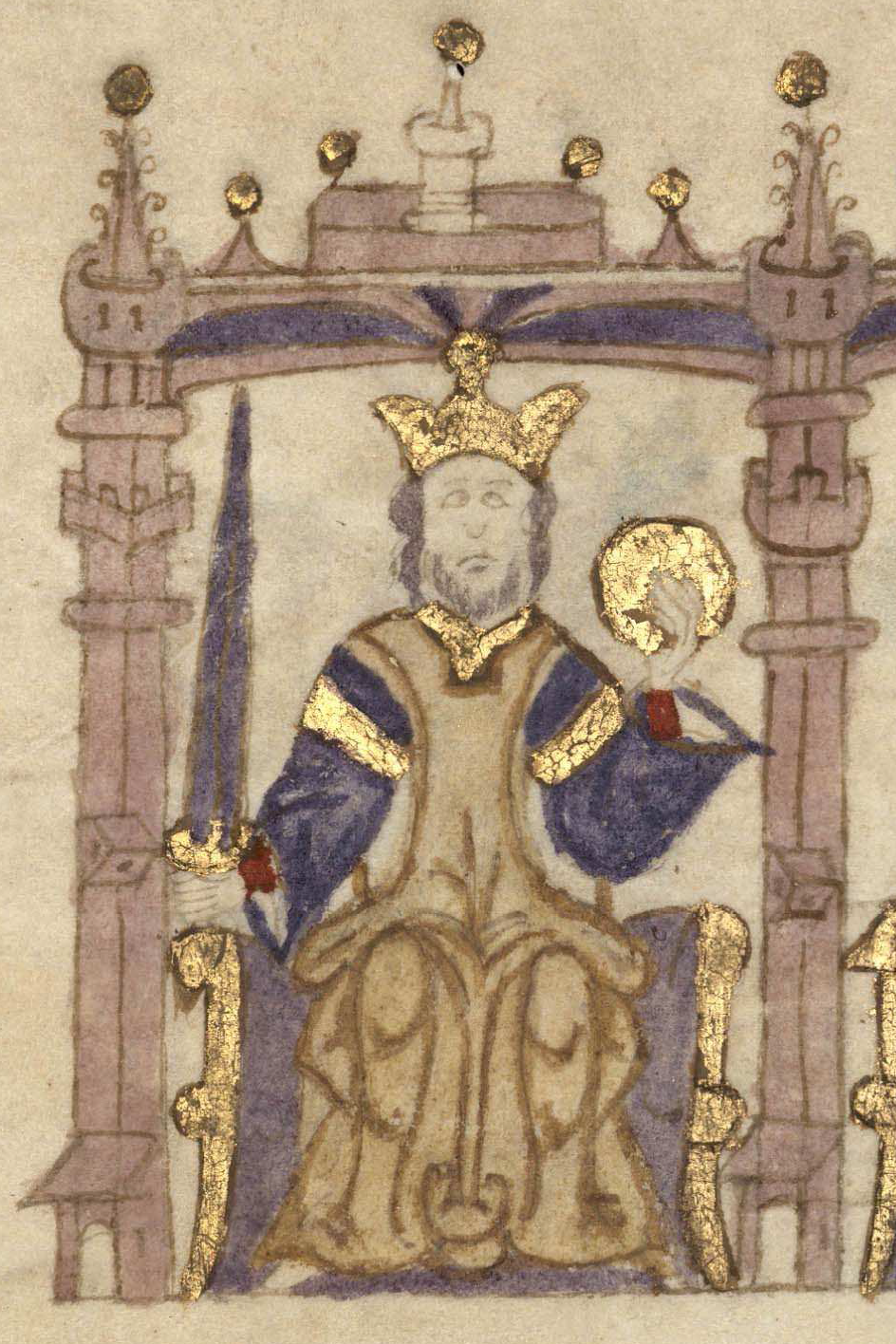
Sancho I, rei de Portugal. Ilustração do Compendio de crónicas de reyes (Biblioteca Nacional de España), do século XIV.

| Ano completo                            |
| --------------------------------------- |
| Ano bissexto com início à segunda-feira |

## Eventos
- Constança, Duquesa da Bretanha é obrigada a abdicar do ducado para o filho Artur.
- Sancho I de Portugal celebra um tratado de aliança com Afonso VIII de Castela, Afonso II de Aragão e o rei de Navarra. Trava-se uma guerra entre os reinos de Portugal e Leão, concedendo o papa ao monarca português, e aos seus exércitos, as mesmas indulgências outorgadas pela Santa Sé aos que combatiam os infiéis.
- João Soares de Paiva escreve o poema Ora faz ost'o senhor de Navarra.

## Nascimentos
- Guilherme II de Bourbon, Senhor de Bourbon e de Dampierre, m. 1231.

## Mortes
- Afonso II de Aragão.
- Iúçufe ibne Ali, místico sufi de origem  iemenita  e um dos "Sete Santos de Marraquexe".